# Chorwacja na Letnich Igrzyskach Olimpijskich 2000
Chorwację na Letnich Igrzyskach Olimpijskich 2000 reprezentowało 88 zawodników.

## Zdobyte medale
| Medal | Zawodnik | Dyscyplina           | Konkurencja |
| ----- | --- | -------------------- | ----------- |
| Złoto | Nikołaj Peczałow | Podnoszenie ciężarów | 56 - 62 kg  |
| Brąz  | Igor Boraska Igor Francetić Tihomir Franković Silvijo Petriško Nikša Skelin Siniša Skelin Tomislav Smoljanović Branimir Vujević | Wioślarstwo          | Ósemka      |